# Lontra felina
Lontra felina (лонтра котяча) — вид хижих ссавців з родини Мустелові (Mustelidae).

## Назва
Feline походить від лат. felineus — «котячий».

## Поширення
Країни поширення: Аргентина, Чилі, Перу. Це єдиний вид роду Lontra, що мешкає виключно в морському середовищі проживання (лише іноді вони можуть запливати в прісноводні річки в пошуках здобичі).

## Морфологія
L. felina є найменшим представником роду і найбільше відрізняється від інших видів. Хвіст короткий, пальці лап перетинчасті, їх вентральна поверхня частково вкрита волоссям. Шерсть темна на спині і з боків і трохи світліша знизу, особливо на горлі. Неповнолітні трохи темніші, ніж дорослі. Над верхньою губою і під кутом рота довгі вібриси. Зубна формула: I 3/3, C 1/1, P 3-4/3, M 1/2 = 36. L. felina не проявляє статевого диморфізму в розмірах. Маса тіла морських видр варіює від 3,2 до 5,8 кг. Самиці мають чотири молочні залози. 2n=38.

## Поведінка
Здобиччю L. felina в основному є безхребетні, у тому числі ракоподібні (десятиноги, креветки, краби) і молюски (двостулкові молюски та черевоногі молюски) і хребетний видобуток, у тому числі риби з родин Blennidae, Cheilodactylidae, Gobiesocidae і Pomacentridae, а іноді й птахи та дрібних ссавці. Найнебезпечнішим природним хижаком L. felina є косатка, але дорослих також можуть вбити акули і хижі птахи можуть схопити молодь, коли та знаходиться на землі.
L. felina — швидше за все, моногамний вид. Парування зазвичай відбувається протягом грудня і січня. Вагітність триває 60-65 днів. Пологи зазвичай відбувається в період з січня по березень. Це відбувається в норі чи прихистку між скелястими виходами і рослинністю. Величина приплоду варіює від двох до чотирьох, найчастіше народжується два маля. Молодь залишаються зі своїми батьками протягом приблизно десяти місяців. Дорослі транспортують свою молодь, несучи їх в роті по березі і дають відпочивати на череві, коли вони плавають на спині. Обоє дорослих в моногамній парі приносять видобуток назад у лігво, щоб погодувати своє потомство. Поза сезоном розмноження L. felina в основному живуть поодинці. Вид, як правило, денний з піками активності в ранній ранок, полудень і вечір. L. felina набагато прудкіші у воді, ніж на суші. Може пірнати углиб на 30—40 і аж до 50 метрів.